# Lancer du disque masculin aux championnats du monde d'athlétisme 2001
Navigation
Séville 1999 Paris 2003
L'épreuve du lancer du disque masculin des championnats du monde d'athlétisme 2001 s'est déroulée les 6 et 8 août 2001 au stade du Commonwealth d'Edmonton, au Canada. Elle est remportée par l'Allemand Lars Riedel qui décroche son cinquième titre dans cette compétition.

## Résultats

### Finale
| Rang               | Athlète               | Pays           | Essais | Essais | Essais | Essais | Essais | Essais | Marque  | Notes |
| Rang               | Athlète               | Pays           | 1      | 2      | 3      | 4      | 5      | 6      | Marque  | Notes |
| ------------------ | --------------------- | -------------- | ------ | ------ | ------ | ------ | ------ | ------ | ------- | ----- |
| Médaille d'or      | Lars Riedel           | Allemagne      | 65.41  | 67.10  | 66.74  | 69.50  | 69.72  | 68.36  | 69,72 m | CR    |
| Médaille d'argent  | Virgilijus Alekna     | Lituanie       | 67.65  | X      | 69.40  | X      | 67.28  | X      | 69,40 m |       |
| Médaille de bronze | Michael Möllenbeck    | Allemagne      | 67.61  | X      | 65.76  | 66.60  | 65.30  | 64.48  | 67,61 m | PB    |
| 4                  | Dmitri Chevtchenko    | Russie         | 63.21  | X      | 66.68  | 67.16  | 67.57  | 65.95  | 67,57 m | PB    |
| 5                  | Adam Setliff          | États-Unis     | 66.55  | 66.49  | X      | X      | X      | X      | 66,55 m |       |
| 6                  | Vasiliy Kaptyukh      | Biélorussie    | 62.88  | 65.98  | 62.93  | 66.08  | 66.25  | 65.08  | 66,25 m | SB    |
| 7                  | Roland Varga          | Hongrie        | X      | 58.66  | 65.86  | 62.37  | 64.80  | X      | 65,86 m | PB    |
| 8                  | Frantz Kruger         | Afrique du Sud | 63.61  | 64.89  | X      | 65.27  | 62.24  | X      | 65,27 m |       |
| 9                  | Jason Tunks           | Canada         | 63.79  | X      | X      |        |        |        | 63,79 m |       |
| 10                 | Timo Tompuri          | Finlande       | 62.82  | 59.42  | X      |        |        |        | 62,82 m |       |
| 11                 | Igor Primc            | Slovénie       | 62.36  | X      | 62.26  |        |        |        | 62,36 m |       |
| 12                 | Einar Kristian Tveitå | Norvège        | X      | 58.60  | 59.11  |        |        |        | 59,11 m |       |

## Légende
Records et Performances
- AR : Record continental (area record)
- CR : Record des championnats (championship record)
- MR : Record du meeting (meet record)
- NR : Record national (national record)
- OR : Record olympique (olympic record)
- PR : Record paralympique (paralympic record)
- PB : Record personnel (personal best)
- SB : Meilleure performance personnelle de la saison (season's best)
- WL : Meilleure performance mondiale de l'année (world leader)
- WJR : Record du monde junior (world junior record)
- WR : Record du monde (world record)

Circonstances et Conditions
- DNF : N'a pas terminé (did not finish)
- DNS : N'a pas pris le départ (did not start)
- DQ : Disqualification (disqualification)
- NM : Aucun essai valable enregistré (No Mark)
- Q : Qualifié « directement » au prochain tour (ou à la prochaine compétition), lors d'une compétition majeure, grâce au classement ou à la réalisation des minima (automatic qualifier)
- q : Qualifié au prochain tour (ou à la prochaine compétition), lors d'une compétition majeure, grâce au repêchage ou à la réalisation de l'une des meilleures performances parmi celles des « non qualifiés directement » (grâce au meilleur temps ou à la meilleure distance par exemple) (secondary qualifier)